# Elecciones regionales de La Libertad de 2022
Las elecciones regionales de La Libertad de 2022 se llevó a cabo el 2 de octubre de 2022 para elegir al gobernador regional, al vicegobernador regional y al Consejo Regional para el periodo 2023-2026. La elección se celebró simultáneamente con elecciones regionales y municipales (provinciales y distritales) en todo el Perú.

## Sistema electoral
El Gobierno Regional de La Libertad es el órgano administrativo y de gobierno del departamento de La Libertad. Está compuesto por el gobernador regional, el vicegobernador regional y el Consejo Regional.
La votación se realiza en base al sufragio universal, que comprende a todos los ciudadanos nacionales mayores de dieciocho años, empadronados y residentes en el departamento de La Libertad y en pleno goce de sus derechos políticos.
El gobernador y vicegobernador regional son elegidos por sufragio directo. Para que un candidato sea proclamado ganador debe obtener no menos de 30 % de votos válidos. En caso ningún candidato logre ese porcentaje en la primera vuelta electoral, los dos candidatos más votados participan en una segunda vuelta o balotaje. No hay reelección inmediata de gobernadores regionales.
El Consejo Regional de La Libertad está compuesto por 17 consejeros elegidos por sufragio directo para un período de cuatro (4) años. La votación es por lista cerrada y bloqueada. Cada provincia del departamento de La Libertad constituye una circunscripción electoral. Se asigna a la lista ganadora los escaños según el método d'Hondt. La distribución y el número de consejeros regionales es la siguiente:
| Circunscripción                                                                          | Escaños | Mapa |
| ---------------------------------------------------------------------------------------- | ------- | ---- |
| Trujillo                                                                                 | 4       |      |
| Pataz(+1) y Sánchez Carrión(+1)                                                          | 2       |      |
| Ascope, Bolívar, Chepén, Gran Chimú, Julcán, Otuzco, Pacasmayo, Santiago de Chuco y Virú | 1       |      |

## Composición del Consejo Regional de La Libertad
La siguiente tabla muestra la composición del Consejo Regional de La Libertad antes de las elecciones.
| Partidos | Partidos                 | Consejeros |
| -------- | ------------------------ | ---------- |
|          | Alianza para el Progreso | 7          |
|          | Partido Aprista Peruano  | 2          |
|          | Fuerza Popular           | 2          |
|          | Súmate                   | 1          |
|          | Restauración Nacional    | 1          |
|          | Nueva Libertad           | 1          |
|          | Somos Perú               | 1          |

## Elecciones internas
Los partidos políticos realizaron la convocatoria a elecciones internas (15–22 de enero de 2022) para definir a los candidatos de sus organizaciones en listas cerradas y bloqueadas. Se sometieron a elección las candidaturas a:
- Gobernador y vicegobernador regional de La Libertad (2 candidaturas).
- Consejo Regional de La Libertad (17 candidaturas).

Existen dos modalidades para la organización de las elecciones internas:
- Modalidad de elección directa: con voto universal, libre, voluntario, igual, directo y secreto de los afiliados. Fue la modalidad utilizada por Alianza para el Progreso,[5] Somos Perú,[6] Acción Popular[7] y Nueva Libertad.[8] Las elecciones se realizaron el 15 de mayo de 2022.
- Modalidad de delegados: a través de delegados previamente elegidos mediante voto universal, libre, voluntario, igual, directo y secreto de los afiliados. Fue la modalidad utilizada por Fuerza Popular,[9] Súmate,[8] Perú Libre,[10] Movimiento Regional Fortaleza Perú,[8] Renovación Popular[11] y Movimiento Regional Trabajo Más Trabajo.[8] Las elecciones se realizaron el 22 de mayo de 2022.

## Candidatos
A continuación se muestra una lista de los principales partidos y alianzas electorales que participan en las elecciones:
| Candidatura | Candidatura | Partidos y alianzas                                 | Candidatos | Candidatos               | Ideología                                                          | Resultado previo | Resultado previo | Ref.   |
| Candidatura | Candidatura | Partidos y alianzas                                 | Candidatos | Candidatos               | Ideología                                                          | Votos (%)        | Con.             | Ref.   |
| ----------- | ----------- | --------------------------------------------------- | ---------- | ------------------------ | ------------------------------------------------------------------ | ---------------- | ---------------- | ------ |
|             | APP         | Lista - Alianza para el Progreso (APP)              |            | César Acuña Peralta      | Liberalismo económico Conservadurismo liberal Populismo de derecha | 32.75%           | 7                | [ 12 ] |
|             | FP          | Lista - Fuerza Popular (FP)                         |            | Miguel Vivanco Reyes     | Fujimorismo Conservadurismo social Populismo de derecha            | 8.22%            | 2                | [ 13 ] |
|             | Súmate      | Lista - Súmate (Súmate)                             |            | Marino Lavado Valdivia   | Regionalismo liberteño                                             | 7.65%            | 1                | [ 13 ] |
|             | SP          | Lista - Somos Perú (SP)                             |            | Johanna Lozada Baldwin   | Democracia cristiana Conservadurismo social                        | 5.81%            | 1                | [ 13 ] |
|             | AP          | Lista - Acción Popular (AP)                         |            | Alfonso Ibáñez Carranza  | Partido atrapalotodo                                               | 5.42%            | 0                | [ 13 ] |
|             | R           | Lista - Nueva Libertad (R)                          |            | Mariano Yupanqui Miñano  | Regionalismo liberteño                                             | 4.49%            | 1                | [ 14 ] |
|             | FOP         | Lista - Movimiento Regional Fortaleza Perú (FOP)    |            | Mónica Sánchez Minchola  | Regionalismo liberteño                                             | Nuevo            | Nuevo            | [ 15 ] |
|             | T           | Lista - Movimiento Regional Trabajo Más Trabajo (T) |            | Elías Rodríguez Zavaleta | Regionalismo liberteño                                             | Nuevo            | Nuevo            | [ 16 ] |

## Sondeos de opinión
Las siguientes tablas enumeran las estimaciones de la intención de voto en orden cronológico inverso, mostrando las más recientes primero y utilizando las fechas en las que se realizó el trabajo de campo de la encuesta. Cuando se desconocen las fechas del trabajo de campo, se proporciona la fecha de publicación.
Leyenda:
     Sondeo realizado en el periodo de prohibición legal de la difusión de sondeos de intención de voto.

### Intención de voto
La siguiente tabla enumera las estimaciones ponderadas (sin incluir votos en blanco y nulos) de la intención de voto.
|                               |                    |      |      |      |      |      |     |     |      |     |      |  |  |  |  |
| Elecciones regionales de 2022 | 2 oct 2022         | —    | 34.5 | 25.2 | 11.9 | 9.5  | 7.0 | 6.0 | 3.4  | 2.5 | 9.3  |  |  |  |  |
|                               |                    |      |      |      |      |      |     |     |      |     |      |  |  |  |  |
| Ipsos Perú/América            | 2 oct 2022         | ?    | 32.9 | 25.7 | 12.8 | 9.3  | –   | –   | –    | –   | 7.2  |  |  |  |  |
| Ipsos Perú/América            | 2 oct 2022         | ?    | 30.0 | 21.8 | 14.1 | 12.4 | –   | –   | –    | –   | 8.2  |  |  |  |  |
| Poder/Ozono Televisión        | 2 oct 2022         | ?    | 32.1 | 20.6 | 13.0 | –    | –   | –   | –    | –   | 11.5 |  |  |  |  |
| Poder                         | 22–24 sep 2022     | 1409 | 40.6 | 19.1 | 19.5 | 5.9  | 5.4 | 4.8 | –    | –   | 21.1 |  |  |  |  |
| CPI/RPP                       | 15–17 sep 2022     | 500  | 47.3 | 21.6 | 12.7 | 1.5  | 3.3 | 4.7 | 4.0  | 2.7 | 25.7 |  |  |  |  |
| IMOP                          | 30 ago–14 sep 2022 | 6801 | 47.0 | 17.0 | 12.0 | 6.0  | 5.0 | 5.0 | 4.0  | –   | 30.0 |  |  |  |  |
| Poder                         | 22–30 ago 2022     | 1306 | 67.0 | 15.3 | 5.0  | 6.3  | 2.7 | 1.1 | 1.6  | 0.6 | 51.7 |  |  |  |  |
| Opina New Bussiness           | 29 ago 2022        | 1200 | 51.1 | 10.6 | 12.8 | –    | –   | –   | 6.4  | –   | 38.3 |  |  |  |  |
| IMOP                          | 15–23 ago 2022     | 4456 | 48.8 | 14.3 | –    | –    | –   | –   | 7.1  | –   | 34.5 |  |  |  |  |
| Opina New Bussiness           | 12 ago 2022        | 667  | 67.6 | 14.7 | 5.9  | 2.9  | –   | –   | 5.9  | –   | 52.9 |  |  |  |  |
| Opina New Bussiness           | 4 ago 2022         | 553  | 60.7 | 14.3 | 10.7 | –    | –   | –   | 7.1  | –   | 46.4 |  |  |  |  |
| Klambp                        | 26 jul–1 ago 2022  | 380  | 50.1 | 0.4  | 8.0  | 1.5  | 5.1 | 9.1 | 14.2 | 5.8 | 35.9 |  |  |  |  |
| Klambp                        | 30 jun–6 jul 2022  | 310  | 47.0 | 2.1  | 7.2  | 2.5  | 5.1 | 8.0 | 8.9  | 6.3 | 38.1 |  |  |  |  |
| Klambp                        | 5–14 jun 2022      | 350  | 46.4 | 1.8  | 6.1  | 2.2  | 4.3 | 6.9 | 7.6  | 5.5 | 38.8 |  |  |  |  |

### Preferencias de voto
La siguiente tabla enumera las preferencias de voto en bruto (incluyendo blancos, viciados y sin respuesta) y no ponderadas.
|                               |                   |      |      |      |      |     |     |     |      |     |      |      |      |  |  |
| Elecciones regionales de 2022 | 2 oct 2022        | —    | 28.2 | 20.6 | 9.7  | 7.8 | 5.7 | 4.9 | 2.8  | 2.1 | 18.1 | —    | 7.6  |  |  |
|                               |                   |      |      |      |      |     |     |     |      |     |      |      |      |  |  |
| Poder                         | 22–24 sep 2022    | 1409 | 34.5 | 16.3 | 16.6 | 5.0 | 4.6 | 4.1 | –    | –   | 15.0 | –    | 17.9 |  |  |
| CPI/RPP                       | 15–17 sep 2022    | 500  | 26.0 | 11.9 | 7.0  | 0.8 | 1.8 | 2.6 | 2.2  | 1.5 | 16.5 | 28.5 | 14.1 |  |  |
| Poder                         | 22–30 ago 2022    | 1306 | 33.6 | 7.7  | 2.5  | 3.1 | 1.4 | 0.6 | 0.8  | 0.3 | 11.4 | 38.5 | 25.9 |  |  |
| Opina New Bussiness           | 29 ago 2022       | 1200 | 24   | 5    | 6    | –   | –   | –   | 3    | –   | 25   | 28   | 18   |  |  |
| IMOP                          | 15–23 ago 2022    | 4456 | 41   | 12   | –    | –   | –   | –   | 6    | –   | –    | 16   | 29   |  |  |
| Opina New Bussiness           | 12 ago 2022       | 667  | 23   | 5    | 2    | 1   | –   | –   | 2    | –   | 36   | 30   | 18   |  |  |
| Opina New Bussiness           | 4 ago 2022        | 553  | 17   | 4    | 3    | –   | –   | –   | 2    | –   | 36   | 36   | 13   |  |  |
| Klambp                        | 26 jul–1 ago 2022 | 380  | 36.3 | 0.3  | 5.8  | 1.1 | 3.7 | 6.6 | 10.3 | 4.2 | –    | 27.6 | 26.0 |  |  |
| Klambp                        | 30 jun–6 jul 2022 | 310  | 35.8 | 1.6  | 5.5  | 1.9 | 3.9 | 6.1 | 6.8  | 4.8 | –    | 23.9 | 29.0 |  |  |
| Klambp                        | 5–14 jun 2022     | 350  | 35.6 | 1.4  | 4.7  | 1.7 | 3.3 | 5.3 | 5.8  | 4.2 | –    | 23.3 | 29.8 |  |  |

## Resultados

### Gobierno Regional de La Libertad
|                      | César Acuña Peralta      | Alianza para el Progreso (APP)              | 312,633   | 34.50 |  |  |  |
|                      | Elías Rodríguez Zavaleta | Movimiento Regional Trabajo Más Trabajo (T) | 227,992   | 25.16 |  |  |  |
|                      | Johanna Lozada Baldwin   | Somos Perú (SP)                             | 107,852   | 11.90 |  |  |  |
|                      | Mónica Sánchez Minchola  | Movimiento Regional Fortaleza Perú (FOP)    | 86,253    | 9.52  |  |  |  |
|                      | Mariano Yupanqui Miñano  | Nueva Libertad (R)                          | 63,218    | 6.98  |  |  |  |
|                      | Marino Lavado Valdivia   | Súmate (Súmate)                             | 54,499    | 6.01  |  |  |  |
|                      | Miguel Vivanco Reyes     | Fuerza Popular (FP)                         | 30,934    | 3.41  |  |  |  |
|                      | Alfonso Ibáñez Carranza  | Acción Popular (AP)                         | 22,814    | 2.52  |  |  |  |
|                      |                          |                                             |           |       |  |  |  |
| Total                | Total                    | Total                                       | 906,195   |       |  |  |  |
|                      |                          |                                             |           |       |  |  |  |
| Votos válidos        | Votos válidos            | Votos válidos                               | 906,195   | 81.86 |  |  |  |
| Votos en blanco      | Votos en blanco          | Votos en blanco                             | 96,895    | 8.75  |  |  |  |
| Votos nulos          | Votos nulos              | Votos nulos                                 | 103,854   | 9.38  |  |  |  |
| Votos emitidos       | Votos emitidos           | Votos emitidos                              | 1,106,944 | 75.74 |  |  |  |
| Abstenciones         | Abstenciones             | Abstenciones                                | 354,515   | 24.26 |  |  |  |
| Votantes registrados | Votantes registrados     | Votantes registrados                        | 1,461,459 |       |  |  |  |
|                      |                          |                                             |           |       |  |  |  |
| Fuente:              |                          |                                             |           |       |  |  |  |

### Consejo Regional de La Libertad

#### Sumario general
|                                                                                                 |                                             |              |              |              |         |         |  |
| Partidos y coaliciones                                                                          | Partidos y coaliciones                      | Voto popular | Voto popular | Voto popular | Escaños | Escaños |  |
| Partidos y coaliciones                                                                          | Partidos y coaliciones                      | Votos        | %            | ±pp          | Total   | +/−     |  |
|                                                                                                 | Alianza para el Progreso (APP)              | 251,141      | 31.37        | +1.41        | 6       | –1      |  |
|                                                                                                 | Movimiento Regional Trabajo Más Trabajo (T) | 228,825      | 28.59        | Nuevo        | 9       | +9      |  |
|                                                                                                 | Movimiento Regional Fortaleza Perú (FOP)    | 70,980       | 8.87         | Nuevo        | 1       | +1      |  |
|                                                                                                 | Nueva Libertad (R)                          | 64,359       | 8.04         | +3.41        | 0       | –1      |  |
|                                                                                                 | Súmate (Súmate)                             | 61,469       | 7.68         | –0.56        | 0       | –1      |  |
|                                                                                                 | Renovación Popular (RP)                     | 40,369       | 5.04         | Nuevo        | 0       | ±0      |  |
|                                                                                                 | Fuerza Popular (FP)                         | 35,643       | 4.45         | –4.26        | 0       | –2      |  |
|                                                                                                 | Acción Popular (AP)                         | 28,703       | 3.59         | –2.04        | 1       | +1      |  |
|                                                                                                 | Perú Libre (PL)1                            | 18,990       | 2.37         | +1.82        | 0       | ±0      |  |
|                                                                                                 |                                             |              |              |              |         |         |  |
| Total                                                                                           | Total                                       | 800,479      |              |              | 17      | +2      |  |
|                                                                                                 |                                             |              |              |              |         |         |  |
| Votos válidos                                                                                   | Votos válidos                               | 800,479      | 72.31        | –4.20        |         |         |  |
| Votos en blanco                                                                                 | Votos en blanco                             | 207,715      | 18.76        | +7.83        |         |         |  |
| Votos nulos                                                                                     | Votos nulos                                 | 98,750       | 8.92         | –3.65        |         |         |  |
| Votos emitidos                                                                                  | Votos emitidos                              | 1,106,944    | 75.74        | –3.51        |         |         |  |
| Abstenciones                                                                                    | Abstenciones                                | 354,515      | 24.26        | +3.51        |         |         |  |
| Votantes registrados                                                                            | Votantes registrados                        | 1,461,459    |              |              |         |         |  |
|                                                                                                 |                                             |              |              |              |         |         |  |
| Fuente:                                                                                         |                                             |              |              |              |         |         |  |
| Notas al pie: 1 Comparado con los resultados de Perú Libertario (PL) en las elecciones de 2018. |                                             |              |              |              |         |         |  |
| Notas al pie:                                                                                   |                                             |              |              |              |         |         |  |
| 1 Comparado con los resultados de Perú Libertario (PL) en las elecciones de 2018.               |                                             |              |              |              |         |         |  |

#### Resultados por provincia
| Provincia         | APP    | APP  | T    | T    | FOP  | FOP | R    | R    | Súmate | Súmate | RP  | RP  | FP   | FP   | AP   | AP  | PL   | PL  |   |
| Provincia         | %      | E    | %    | E    | %    | E   | %    | E    | %      | E      | %   | E   | %    | E    | %    | E   | %    | E   |   |
| ----------------- | ------ | ---- | ---- | ---- | ---- | --- | ---- | ---- | ------ | ------ | --- | --- | ---- | ---- | ---- | --- | ---- | --- | - |
| Provincia         | Ascope | 30.1 | 1    | 17.2 | –    | 8.1 | –    | 20.9 | –      | 7.9    | –   | 1.7 | –    | 10.2 | –    | 1.2 | –    | 2.6 | – |
| Bolívar           | 16.9   | –    | 31.2 | 1    | 17.7 | –   | 0.1  | –    | 0.3    | –      | 0.2 | –   | 1.3  | –    | 1.2  | –   | 31.1 | –   |   |
| Chepén            | 23.4   | –    | 25.0 | –    | 0.7  | –   | 1.9  | –    | 7.7    | –      | 2.5 | –   | 5.1  | –    | 28.5 | 1   | 5.2  | –   |   |
| Gran Chimú        | 28.3   | 1    | 12.5 | –    | 25.2 | –   | 3.7  | –    | 15.5   | –      |     |     | 11.5 | –    | 1.2  | –   | 2.1  | –   |   |
| Julcán            | 26.1   | –    | 37.7 | 1    | 7.8  | –   | 19.8 | –    | 1.9    | –      | 2.2 | –   | 1.6  | –    | 1.0  | –   | 1.9  | –   |   |
| Otuzco            | 48.2   | 1    | 42.5 | –    |      |     | 3.2  | –    |        |        | 1.9 | –   | 2.3  | –    | 1.9  | –   |      |     |   |
| Pacasmayo         | 23.5   | –    | 40.6 | 1    |      |     | 14.6 | –    | 6.0    | –      | 3.3 | –   | 9.7  | –    | 1.3  | –   | 1.0  | –   |   |
| Pataz             | 25.6   | 1    | 35.0 | 1    | 3.3  | –   | 2.7  | –    | 13.5   | –      | 0.6 | –   | 1.3  | –    | 14.2 | –   | 3.8  | –   |   |
| Sánchez Carrión   | 18.8   | –    | 37.3 | 1    | 19.3 | 1   | 2.8  | –    | 16.3   | –      | 0.8 | –   | 2.4  | –    | 0.6  | –   | 1.7  | –   |   |
| Santiago de Chuco | 24.6   | –    | 28.3 | 1    | 24.3 | –   | 11.4 | –    |        |        | 2.4 | –   | 0.8  | –    | 2.2  | –   | 6.0  | –   |   |
| Trujillo          | 36.2   | 2    | 25.7 | 2    | 8.6  | –   | 7.7  | –    | 6.5    | –      | 7.5 | –   | 3.8  | –    | 2.3  | –   | 1.7  | –   |   |
| Virú              | 18.8   | –    | 43.6 | 1    | 9.3  | –   | 1.6  | –    | 15.0   | –      | 3.1 | –   | 4.7  | –    | 0.7  | –   | 3.2  | –   |   |
| Total             | 31.4   | 6    | 28.6 | 9    | 8.9  | 1   | 8.0  | –    | 7.7    | –      | 5.0 | –   | 4.5  | –    | 3.6  | 1   | 2.4  | –   |   |

### Autoridades electas
| Cargo                                                     | Autoridad electa | Autoridad electa         | Partido político | Partido político                        |
| --------------------------------------------------------- | ---------------- | ------------------------ | ---------------- | --------------------------------------- |
| Gobernador Regional de La Libertad                        |                  | César Acuña Peralta      |                  | Alianza para el Progreso                |
| Vicegobernadora Regional de La Libertad                   |                  | Joana Cabrera Pimentel   |                  | Alianza para el Progreso                |
| Consejero Regional de La Libertad (por Ascope)            |                  | Samuel Leiva Lopéz       |                  | Alianza para el Progreso                |
| Consejera Regional de La Libertad (por Bolívar)           |                  | Nancy Puitiza Gariza     |                  | Movimiento Regional Trabajo Más Trabajo |
| Consejero Regional de La Libertad (por Chepén)            |                  | Segundo Cepeda Uriol     |                  | Acción Popular                          |
| Consejera Regional de La Libertad (por Gran Chimú)        |                  | Lucía Simón Terrones     |                  | Alianza para el Progreso                |
| Consejera Regional de La Libertad (por Julcán)            |                  | Tania Carranza Blas      |                  | Movimiento Regional Trabajo Más Trabajo |
| Consejera Regional de La Libertad (por Otuzco)            |                  | Irma Ávalos Contreras    |                  | Alianza para el Progreso                |
| Consejera Regional de La Libertad (por Pacasmayo)         |                  | Olanda Torres Cancino    |                  | Movimiento Regional Trabajo Más Trabajo |
| Consejero Regional de La Libertad (por Pataz)             |                  | Frank Solorzano Rojas    |                  | Movimiento Regional Trabajo Más Trabajo |
| Consejero Regional de La Libertad (por Pataz)             |                  | Luis Rodríguez Ponce     |                  | Alianza para el Progreso                |
| Consejera Regional de La Libertad (por Sánchez Carrión)   |                  | Indhira Espir Calderón   |                  | Movimiento Regional Trabajo Más Trabajo |
| Consejera Regional de La Libertad (por Sánchez Carrión)   |                  | Gisela Crisologo Polo    |                  | Movimiento Regional Fortaleza Perú      |
| Consejero Regional de La Libertad (por Santiago de Chuco) |                  | Abner Ávalos Villacorta  |                  | Movimiento Regional Trabajo Más Trabajo |
| Consejero Regional de La Libertad (por Trujillo)          |                  | Ever Cadenillas Coronel  |                  | Alianza para el Progreso                |
| Consejera Regional de La Libertad (por Trujillo)          |                  | María Méndez Visitacion  |                  | Alianza para el Progreso                |
| Consejera Regional de La Libertad (por Trujillo)          |                  | Verónica Escobal Ordóñez |                  | Movimiento Regional Trabajo Más Trabajo |
| Consejero Regional de La Libertad (por Trujillo)          |                  | Víctor de la Cruz Rosas  |                  | Movimiento Regional Trabajo Más Trabajo |
| Consejera Regional de La Libertad (por Virú)              |                  | Ruth Camacho Barreto     |                  | Movimiento Regional Trabajo Más Trabajo |